# Нобелова награда за физиология или медицина
Нобеловата награда за физиология или медицина се връчва всяка година на учени, допринесли в името на човечеството, със забележителни постижения в различни биологични науки. Оригинално наградата е давана за открития в областта на медицината и човешката физиология, но развитието на биологията и сродните ѝ дисциплини, води до разширяване на обхвата от възможни постижения.
Съгласно последната воля на Алфред Нобел, наградата се връчва от Нобеловата асамблея при Каролинския институт. През 1901 г. е награден първият лауреат на Нобеловата награда за физиология или медицина, като традицията продължава ежегодно.

## Списък на лауреатите

### 1900 – 1909
| Година | Име                                 | Тема |
| ------ | ----------------------------------- | --- |
| 1901   | Емил фон Беринг                     | За работата си по серумната терапия, основно за лечението на дифтерия.                                                                           |
| 1902   | Роналд Рос                          | За изследванията си върху маларията, показвайки пътя на проникване на причинителя, развитието му в организма и прилагането на методи за лечение. |
| 1903   | Нилс Финсен                         | За заслугите му за лечението на обикновен лупус, чрез прилагането на концентрирано светлинно лъчение.                                            |
| 1904   | Иван Павлов                         | За изследванията във физиологията на храносмилането.                                                                                             |
| 1905   | Роберт Кох                          | За откритието и изследването на причинителя на туберкулозата                                                                                     |
| 1906   | Камило Голджи Сантяго Рамон и Кахал | За изследванията си върху структурата на нервната система.                                                                                       |
| 1907   | Шарл Лаверан                        | За изследванията си върху протозоите, причинители на редица заболявания.                                                                         |
| 1908   | Иля Мечников Паул Ерлих             | За изучаването на имунитета. |
| 1909   | Теодор Кохер                        | За работата си върху физиологията, патологията и хирургическите техники на щитовидната жлеза.                                                    |

### 1910 – 1919
| Година | Име                       | Тема |
| ------ | ------------------------- | --- |
| 1910   | Албрехт Косел             | За изследванията си в клетъчната биология и по-специално изучаването на белтъците и нуклеиновите киселини. |
| 1911   | Алвар Гулстранд           | За работите си върху формирането на образа през оптичната система на окото.                                |
| 1912   | Алексис Карел             | За хирургическото зашиване на кръвоносни съдове, както и трансплантацията на кръвоносни съдове и органи.   |
| 1913   | Шарл Рише                 | За откритието на анафилаксията.                                                                            |
| 1914   | Роберт Барани             | За изследванията си върху вестибуларния апарат във вътрешното ухо.                                         |
| 1915   | Наградата не се присъжда. | |
| 1916   | Наградата не се присъжда. | |
| 1917   | Наградата не се присъжда. | |
| 1918   | Наградата не се присъжда. | |
| 1919   | Жул Борде                 | За откриването на системата на комплемента, като част от имунитета.                                        |

### 1920 – 1929
| Година | Име                              | Тема |
| ------ | -------------------------------- | --- |
| 1920   | Август Крог                      | За откритието на регулационния механизъм за съкращаването и отпускането на кръвоносните капиляри.                                                                                                |
| 1921   | Наградата не се присъжда.        | |
| 1922   | Арчибалд Хил Ото Майерхоф        | За изследванията си върху топлообмена при мускулното съкращение, както и за откриването на връзка между кислородната консумация на мускулната тъкан и метаболизма на млечната киселина (лактат). |
| 1923   | Фредерик Бантинг Джон Маклауд    | За откритието на инсулина. |
| 1924   | Вилем Ейнтховен                  | За откриването на механизма на електрокардиограмата. |
| 1925   | Наградата не се присъжда.        | |
| 1926   | Йоханес Фибигер                  | За откритието на Spiroptera carcinoma, като изкуствен причинител на тумори при животни. |
| 1927   | Юлиус Вагнер-Яурег               | За откритието на терапевтичен ефект на заразяване с малария срещу прогресивен паралич. |
| 1928   | Шарл Никол                       | За работата си върху причинителя на тифа. |
| 1929   | Кристиан Ейкман Фредерик Хопкинс | За откритието на редица витамини. |

### 1930 – 1939
| Година | Име                                    | Тема                                                                                                   |
| ------ | -------------------------------------- | --- |
| 1930   | Карл Ландщайнер                        | За откритието на кръвните групи.                                                                       |
| 1931   | Ото Варбург                            | За изследванията си върху цитохромите и механизма на клетъчното дишане.                                |
| 1932   | Чарлз Шерингтън Едгар Ейдриън          | За работата си върху физиологията на невроните.                                                        |
| 1933   | Томас Хънт Морган                      | За откритието на ролята на хромозомите, като фактори на наследствеността.                              |
| 1934   | Джордж Уипъл Джордж Майнът Уилям Мърфи | За лечението на анемия.                                                                                |
| 1935   | Ханс Шпеман                            | За откритието на организационните центрове в ембрионалното развитие.                                   |
| 1936   | Хенри Дейл Ото Льови                   | За откритието на химическото предаване на нервния импулс.                                              |
| 1937   | Алберт Сент-Дьорди                     | За описанието на витамин C и откритията в крайния етап на клетъчното дишане.                           |
| 1938   | Корней Хейманс                         | За откритието на механизмите за контрол на кръвното налягане и нивата на кислород в процеса на дишане. |
| 1939   | Герхард Домак                          | За откритието на антибактериалния ефект на пронтозила.                                                 |

### 1940 – 1949
| Година | Име                                              | Тема                                                                                  |
| ------ | ------------------------------------------------ | ------------------------------------------------------------------------------------- |
| 1940   | Наградата не се присъжда.                        |                                                                                       |
| 1941   | Наградата не се присъжда.                        |                                                                                       |
| 1942   | Наградата не се присъжда.                        |                                                                                       |
| 1943   | Хенрик Дам Едуард Дойзи                          | За откритието и описанието на химическата структура на витамин К.                     |
| 1944   | Джоузеф Ърленгър Херберт Гасер                   | За откритието на различни типове високодиференцирани нервни клетки.                   |
| 1945   | Александър Флеминг Ернст Борис Чейн Хауърд Флори | За откритието на пеницилина и терапевтичния му ефект срещу редица болести.            |
| 1946   | Херман Мълър                                     | За откритието, че рентгеновите лъчи могат да причинят мутации.                        |
| 1947   | Карл Кори Герти Кори Бернардо Усай               | За откритието на хормоните на предния дял на хипофизата, тяхната структура и функция. |
| 1948   | Паул Мюлер                                       | За откритието на инсектицидните свойства на ДДТ.                                      |
| 1949   | Валтер Хес                                       | За описването на различни функции на средния мозък.                                   |
| 1949   | Егаш Мониш                                       | За терапевтичното въздействие на лоботомията.                                         |

### 1950 – 1959
| Година | Име                                          | Тема |
| ------ | -------------------------------------------- | --- |
| 1950   | Едуард Кендъл Тадеуш Райхщайн Филип Хенч     | За откриването на хормоните на надбъбречните жлези, за разкриването на структурата на хормоните и биологичната им функция.             |
| 1951   | Макс Тейлър                                  | За разработката на ваксина срещу жълта треска.                                                                                         |
| 1952   | Селман Ваксман                               | За откритието на стрептомицина, първият ефективен антибиотик за лечение на туберкулоза.                                                |
| 1953   | Ханс Адолф Кребс                             | За откриването на цитратния цикъл. |
| 1953   | Фриц Липман                                  | За откриването на коензим А и неговото значение за междинния метаболизъм.                                                              |
| 1954   | Джон Ендърс Томас Уелър Фредерик Робинс      | За разработката на процедури по изкуствено култивиране на вируса на полиомиелита в тъканни култури.                                    |
| 1955   | Хуго Теорел                                  | За изследванията си върху ензимите и механизма им на действие, и специално за оксидоредуктазите.                                       |
| 1956   | Андре Курнан Вернер Форсман Дикинсън Ричардс | За откритието на катетеризацията на сърце и изследванията върху патологията на редица сърдечни заболявания.                            |
| 1957   | Даниел Бове                                  | За откритието на синтетични вещества означавани като антихистамини, блокиращи действието на биологичните амини.                        |
| 1958   | Джордж Бидъл Едуард Тейтъм                   | За откритието, че гените са отговорни за контрола на отделни стъпала в метаболизма.                                                    |
| 1958   | Джошуа Ледърбърг                             | За откритията си върху механизмите на генетичната рекомбинация и за начина, по който е организиран генетичния материал при бактериите. |
| 1959   | Северо Очоа Артър Корнбърг                   | За откритието на механизма за синтеза на рибонуклеиновите и дезоксирибонуклеиновите киселини.                                          |

### 1960 – 1969
| Година | Име                                             | Тема |
| ------ | ----------------------------------------------- | --- |
| 1960   | Макфарлейн Бърнет Питър Медауар                 | За откритията си върху функционирането на имунната система на фетуса и различаването на свое от чуждо.                                                |
| 1961   | Георг фон Бекеши                                | За изследванията си върху физическото възприятие на звука от вътрешното ухо.                                                                          |
| 1962   | Франсис Крик Джеймс Уотсън Морис Уилкинс        | За откритията им върху молекулярната структура на нуклеиновите киселини и тяхното значение за предаването на генетичната информация в живите системи. |
| 1963   | Джон Екълс Алън Ходжкин Андрю Хъксли            | За изследванията си върху електрическото предаване на нервните импулси и механизмите на възбуждане.                                                   |
| 1964   | Конрад Блох Феодор Линен                        | За откритията си върху обмяната на холестерола и метаболизма на мастните киселини.                                                                    |
| 1965   | Франсоа Жакоб Андре Лвоф Жак Моно               | За откритията на информационната РНК, рибозомите и механизмите за контрол на генната експресия.                                                       |
| 1966   | Пейтън Раус                                     | За откритията на вируси, способни да причиняват тумори.                                                                                               |
| 1966   | Чарлз Хъгинс                                    | За изследванията си върху хормоналното лечение на рака на простатата.                                                                                 |
| 1967   | Рагнар Гранит Холдън Кефър Хартлайн Джордж Уолд | За откритията си върху механизмите на зрителното възприятие и типовете сетивни клетки в ретината.                                                     |
| 1968   | Робърт Холи Хар Гобинд Корана Маршал Ниренбърг  | За разшифроването на генетичния код, необходим за синтеза на белтъците в клетката.                                                                    |
| 1969   | Макс Делбрюк Алфред Хърши Салвадор Лурия        | За откритията си, касаещи репликацията на вирусите и описване на генетичната им структура.                                                            |

### 1970 – 1979
| Година | Име                                         | Тема |
| ------ | ------------------------------------------- | --- |
| 1970   | Бернард Кац Улф фон Ойлер Джулиъс Акселрод  | За откритията върху химическото предаване на нервния импулс – съхранението, отделянето и инактивацията на невромедиаторите.        |
| 1971   | Ърл Съдърланд                               | За откритието върху механизма на действие на група хормони, и по специално епинефрин (адреналин), чрез т.нар. вторични посредници. |
| 1972   | Джералд Еделман Родни Портър                | За откритието на химическата структура на антителата.                                                                              |
| 1973   | Карл фон Фриш Конрад Лоренц Нико Тинберген  | За откритията, свързани с изграждането и утвърдяването на индивидуално и групово поведение при животните.                          |
| 1974   | Албер Клод Кристиан дьо Дюв Джордж Паладе   | За описването на органелите, като структурни и функционални компоненти на клетката.                                                |
| 1975   | Дейвид Балтимор Ренато Дулбеко Хауърд Темин | За откритието на взаимодействието между онковирусите и генетичния материал на клетката.                                            |
| 1976   | Барух Блумбърг                              | За откритието на вируса на хепатит Б.                                                                                              |
| 1976   | Даниъл Карлтън Гайдъшек                     | За описването на болестта куру, предавана чрез канибализъм.                                                                        |
| 1977   | Роже Гиймен Андрю Шали                      | За работите си върху пептидните хормони, произвеждани в мозъка.                                                                    |
| 1977   | Розалин Ялоу                                | За развитието на радиоимунологичен метод за определяне на нивото на пептидни хормони.                                              |
| 1978   | Вернер Арбер Даниел Нейтънс Хамилтън Смит   | За откритието на ензимите рестриктази, като инструмент на молекулярната биология.                                                  |
| 1979   | Алан Кормак Годфри Хаунсфийлд               | За разработката на компютърната томография.                                                                                        |

### 1980 – 1989
| Година | Име                                       | Тема |
| ------ | ----------------------------------------- | --- |
| 1980   | Барух Бенасераф Жан Досе Джордж Снел      | За откритието на главния комплекс на тъканна съвместимост, отговорен за разпознаването на свое от чуждо в имунната реакция. |
| 1981   | Роджър Спери                              | За изследванията си върху мозъчните хемисфери.                                                                              |
| 1981   | Дейвид Хюбъл Торстен Висел                | За работата си върху обработката на визуалната информация от мозъка.                                                        |
| 1982   | Суне Бергстрьом Бенгт Самуелсон Джон Вейн | За откритието на простагландините.                                                                                          |
| 1983   | Барбара Макклинтък                        | За откриването на мобилни генетични елементи (транспозони) в царевицата.                                                    |
| 1984   | Нилс Йерне Георг Кьолер Сесар Милстейн    | За работите си върху функционирането на имунната система и откритието на моноклоналните антитела.                           |
| 1985   | Майкъл Браун Джоузеф Голдстайн            | За описването на регулацията на холестероловия метаболизъм.                                                                 |
| 1986   | Стенли Коен Рита Леви-Монталчини          | За откритията си върху растежните фактори и регулацията на растежа.                                                         |
| 1987   | Сусуму Тонегава                           | За откритието на генетичните механизми за производството на различни антитела.                                              |
| 1988   | Джеймс Блек Гъртруд Елайон Джордж Хичингс | За откритията на важни принципи в лекарствената терапия.                                                                    |
| 1989   | Джон Майкъл Бишоп Харълд Вармъс           | За откритието на клетъчния произход на ретровирусните онкогени.                                                             |

### 1990 – 1999
| Година | Име                                               | Тема |
| ------ | ------------------------------------------------- | --- |
| 1990   | Джоузеф Мъри Едуард Донал Томас                   | За открития, касаещи трансплантацията на органи и клетки, при лечението на заболявания.                                                        |
| 1991   | Ервин Неер Берт Закман                            | За развитието на техники за изследване на йонните канали в клетките и доказване на тяхното присъствие в клетъчната мембрана.                   |
| 1992   | Едмънд Фишър Едуин Кребс                          | За откритията си върху обратимото фосфорилиране на белтъци, като начин за регулация на биологични процеси.                                     |
| 1993   | Ричард Робъртс Филип Шарп                         | За откритието, че гените на еукариотите са прекъснати от некодиращи участъци (интрони), чието премахване може да стане по алтернативни начини. |
| 1994   | Алфред Гилмън Мартин Родбел                       | За откритието на Г-протеините и ролята им в сигналната трансдукция в клетката.                                                                 |
| 1995   | Едуард Люис Кристиане Нюслейн-Фолхард Ерик Вишаус | За откритието на гени, контролиращи ембрионалното развитие при винената муха.                                                                  |
| 1996   | Питър Дохърти Ролф Цинкернагел                    | За описването на механизма, по който лимфоцитите откриват и унищожават клетки, заразени с вируси.                                              |
| 1997   | Стенли Прусинър                                   | За откритието на прионите и с това на нов принцип на биологична инфекция.                                                                      |
| 1998   | Робърт Фърчгот Луис Игнаро Ферид Мурад            | За откритието на сигналните функции на азотния оксид в сърдечно-съдовата система.                                                              |
| 1999   | Гюнтер Блобел                                     | За откритието, че новосинтезираните белтъци притежават сигнал, определящ мястото им в клетката.                                                |

### 2000 – 2009
| Година | Име                                                 | Тема |
| ------ | --------------------------------------------------- | --- |
| 2000   | Арвид Карлсон                                       | За установяването, че допаминът е невромедиатор, чието намаляване води до развитието на Паркинсонова болест.                                                                       |
| 2000   | Пол Грийнгард                                       | За описването на механизма на действие на допамина и други невромедиатори. |
| 2000   | Ерик Кандел                                         | За откритието на принципите на краткосрочната и дългосрочната памет на молекулярно ниво.                                                                                           |
| 2001   | Лилънд Хартуел Тим Хънт Пол Нърс                    | За откритията на циклините и циклин-зависимите кинази, като централни регулатори на клетъчния цикъл.                                                                               |
| 2002   | Сидни Бренър Робърт Хорвиц Джон Сълстън             | За установяването, че клетките на Caenorhabditis elegans се делят и умират до точно определен брой, както и откриването на принципите на програмираната клетъчна смърт (апоптоза). |
| 2003   | Пол Лотърбър Питър Мансфийлд                        | За открития, довели до разработката на магнитно-резонансната томография. |
| 2004   | Линда Бък Ричард Аксел                              | За изследванията си върху обонятелните рецептори и организацията на обонянието. |
| 2005   | Бари Маршъл Робин Уорън                             | За откритието на Helicobacter pylori, като причинител на гастрит и язви на стомаха и дванадесетопръстника.                                                                         |
| 2006   | Андрю Файър Крейг Мело                              | За откритието на явлението РНК-интерференция (специфично потискане изявата на гени от малки РНК молекули).                                                                         |
| 2007   | Марио Капеки Мартин Евънс Оливър Смитис             | За откритията им при внасянето на специфични генни модификации при мишките чрез използването на ембрионални стволови клетки.                                                       |
| 2008   | Харалд цур Хаузен Франсоаз Баре-Синуси Люк Монтание | За откритието на Хаузен на човешкия папилома вирус, който предизвиква рак на шийката на матката и за откритието на ХИВ-вируса от другите двама френски учени.                      |
| 2009   | Елизабет Блекбърн Карол Грейдър Джак Шостак         | За откритието на начина на защита на теломерите в хромозомите чрез ензимната теломераза.                                                                                           |

### 2010 – 2019
| Година | Име                                     | Тема |
| ------ | --------------------------------------- | --- |
| 2010   | Робърт Едуардс                          | За разработването на инвитро оплождането.                                                                                        |
| 2011   | Брус Бойтлер                            | За техните открития във връзка със задействането на вродения имунитет.                                                           |
| 2011   | Жул Хофман                              | За техните открития във връзка със задействането на вродения имунитет.                                                           |
| 2011   | Ралф Стайнман                           | За откриването на дендритните клетки и ролята им в механизмите на наследствения имунитет.                                        |
| 2012   | Джон Гърдън                             | За откритието, че възрастни клетки могат да бъдат препрограмирани, така че да станат плурипотентни.                              |
| 2012   | Шиня Яманака                            | За откритието, че възрастни клетки могат да бъдат препрограмирани, така че да станат плурипотентни.                              |
| 2013   | Джеймс Ротман Ранди Шекман Томас Зюдхоф | За техните открития на механизма, регулиращ преноса през секреторните мехурчета, основна транспортна система в нашите клетки.    |
| 2014   | Джон О'Кийф Май-Брит Мосер Едвард Мосер | За тяхното откритие на клетки, образуващи позиционираща система в мозъка.                                                        |
| 2015   | Уилям Кемпбъл Сатоши Омура              | За техните открития, свързани с нова терапия на инфекции, причинени от паразитни кръгли червеи.                                  |
| 2015   | Ту Йоуйоу                               | За нейните открития, свързани с нова терапия на малария.                                                                         |
| 2016   | Йошинори Осуми                          | За работата си по изясняването на механизмите на автофагията – ключов процес за разграждане и обновяване на клетъчни компоненти. |
| 2017   | Джефри Хол                              | За техните открития на молекулярния механизъм, контролиращ циркадния ритъм.                                                      |
| 2017   | Майкъл Росбаш                           | За техните открития на молекулярния механизъм, контролиращ циркадния ритъм.                                                      |
| 2017   | Майкъл Йънг                             | За техните открития на молекулярния механизъм, контролиращ циркадния ритъм.                                                      |
| 2018   | Джеймс Алисън                           | За развитието на антиракова терапия чрез инхибиране на отрицателната имунна регулация.                                           |
| 2018   | Тасуку Хонджо                           | За развитието на антиракова терапия чрез инхибиране на отрицателната имунна регулация.                                           |
| 2019   | Уилям Келин                             | За открития как клетките усещат и се приспособяват към наличието на кислород.                                                    |
| 2019   | Грег Семенза                            | За открития как клетките усещат и се приспособяват към наличието на кислород.                                                    |
| 2019   | Питър Ратклиф                           | За открития как клетките усещат и се приспособяват към наличието на кислород.                                                    |

### 2020 – 2029
| Година | Име             | Тема |
| ------ | --------------- | --- |
| 2020   | Харви Алтър     | За откриването на вируса на хепатит C. |
| 2020   | Чарлз Райс      | За откриването на вируса на хепатит C. |
| 2020   | Майкъл Хоутън   | За откриването на вируса на хепатит C. |
| 2021   | Дейвид Джулиъс  | За изследванията им на рецептори за температура и допир.                                                                                                |
| 2021   | Ардем Патапутян | За изследванията им на рецептори за температура и допир.                                                                                                |
| 2022   | Сванте Пабо     | За неговите открития, свързани с геномите на изчезнали хоминини и човешката еволюция                                                                    |
| 2023   | Каталин Карико  | За техните открития, свързани с модифицирането на нуклеозидни основи, които дават възможност за разработването на ефективни иРНК ваксини срещу Ковид-19 |
| 2023   | Дрю Уейсман     | За техните открития, свързани с модифицирането на нуклеозидни основи, които дават възможност за разработването на ефективни иРНК ваксини срещу Ковид-19 |
| 2024   | Виктор Амброс   | за откриването на микроРНК и нейната ролята в генната регулация                                                                                         |
| 2024   | Гари Ръвкън     | за откриването на микроРНК и нейната ролята в генната регулация                                                                                         |